# Patalliro!
Patalliro! (パタリロ! Patariro!?) es una serie de manga escrita e ilustrada por Mineo Maya. Comenzó su serialización en la revista Hana to Yume desde 1978 a 1990, antes de trasladarse a Bessatsu Hana to Yume en 1991, donde continúa actualmente. En 1982, el manga fue adaptado a una serie de anime por Toei Animation bajo el nombre de Boku Patalliro!. El anime fue pionero en presentar temas shōnen-ai en la televisión, siendo dirigido mayormente a un público infantil. Para 2006, Patalliro! tuvo una circulación aproximada de 22 millones de copias.

## Argumento
Patalliro es el príncipe heredero de Malynera, un pequeño reino ficticio productor de diamantes. A pesar de ser poco agraciado, malcriado y con mala personalidad, es un príncipe honesto, de voluntad fuerte y un buen hijo para su padre, el rey. Muchos enemigos del trono, incluido el primer ministro de Malynera, planean deshacerse de él y tomar el control de la rica nación. Patalliro cuenta con la protección de Jack Barbarosa Bancoran, su altivo y extremadamente guapo guardaespaldas, quien le protegerá incluso del propio amante de este último, el bello sicario bishōnen Maraich Juschenfe y otros asesinos.

## Personajes
Patalliro du Malyner VIII (パタリロ・ド・マリネール8世 Patariro do Marinēru 8-sei?)
Voz por: Fuyumi Shiraishi
Es el hijo de diez años de edad del rey de Malynera y príncipe heredero de dicho reino. Es un niño genio, habiendo terminado tanto sus estudios básicos como superiores. Es un maestro del disfraz, inventor y científico capaz, además de poder viajar a través del tiempo. Sin embargo, padece de diabetes y hipertensión arterial, además de tener la madurez emocional de un niño de dos años. Cuando se siente frustrado o avergonzado, tiende a gruñir como un gato. Se convierte en rey de Malynera tras la muerte de su padre.
Maraich Juschenfe (マレーヒ・ユシェンフェ Marēhi Yushenfe?)
Voz por: Toshiko Fujita
Es un exasesino perteneciente al Sindicato de Diamantes, de dieciocho años de edad. Su antiguo amante, el conde Duran du Laken, le prohibió volver a la organización hasta que asesinase al guardaespaldas de Patalliro, Bancoran, pero terminó por reformarse y convirtiéndose en el amante de este. Es dueño de un temperamento feroz y es propenso a los celos cada vez que un chico atractivo se encuentra cerca de Bancoran, a quien golpea con frecuencia, independientemente de si cree que le está engañando o no.
A pesar de ser hombre, ha logrado embarazarse en dos ocasiones, sin embargo, su embarazo fue eliminado del anime para evitar crear controversias. En el manga, queda embarazado por primera vez en el volumen 10, pero sufre un aborto espontáneo luego de recibir un golpe en el estómago. Su segundo embarazo ocurre en el volumen 46, cuando da a luz a un niño, Figaro. Es experto en el manejo de cuchillos y su aspecto andrógino le permite pasar fácilmente por una mujer, con Patalliro y Bancoran siendo los únicos que pueden ver a través de su disfraz.
Jack Barbarosa Bancoran (ジャック・バルバロッサ・バンコラン Jakku Barubarossa Bankoran?)
Voz por: Kazuyuki Sogabe, Takehito Koyasu
Es el comandante del MI6 británico. Es apodado "el asesino bishōnen" por su habilidad para seducir a jóvenes con solo sus ojos. Las mujeres también se sienten atraídas por él, pero la única mujer a la que le ha mostrado cierto interés fue a la madre de Patalliro, Etrange, aunque ha afirmado que nunca tuvo ningún interés romántico hacia ella. Conocer a Patalliro ha cambiado su existencia, a pesar de considerarlo la persona más molesta que ha conocido. Vive con Maraich, un exasesino que intentó matarlo, y el hijo de ambos, Figaro. Bancoran es conocido por su sombra de ojos azul (morado en Patalliro Saiyuki), su largo cabello negro y el hecho de que nunca se quita sus guantes, ni siquiera en la cama. Su nombre está inspirado en James Bond y Henri Bencolin.
Tamanegi (タマネギ?)
Son los guardaespaldas bishōnen de Patalliro, obligados a esconder su belleza bajo uniformes acolchados, lentes escarchados, máscaras que cubren sus bocas, narices y pelucas al estilo cebolla.

## Media

### Anime

#### Reparto
Boku Patalliro!
- Patalliro: Fuyumi Shiraishi
- Bancoran: Kazuyuki Sogabe
- Maraich: Toshiko Fujita
- Jefe de policía: Ichirō Nagai
- Jefe de guardia: Takeshi Aono
- Tamanegi: Akio Nojima, Toshio Furukawa, Tōru Furuya, Yūji Mitsuya, Yoku Shioya, Kaneto Shiozawa, Kazuhiko Inoue, Akira Kamiya
- Etrange: Masako Ikeda
- Sanders: Junpei Takiguchi
- Patalliro 7th: Kazuko Sugiyama
- Patalliro 10th: Minori Matsushima
- Plasma X: Hideyuki Hori
- Afro 18: Eiko Masuyama
- Pulara: Michiko Nomura
- α Random: Junko Hori

Patalliro! Saiyuki
- Patalliro/Son Goku: Yuki Kaida
- Maraich/Genjo Sanzo: Reiko Takagi
- Bancoran: Takehito Koyasu
- Mi-chan: Kenyū Horiuchi
- Cho Hokkai: Yoshirō Matsumoto
- Sa Gojo: Rikiya Koyama
- Buda Gautama: Kazuya Tatekabe

### Música
- "Patalliro!"  (パタリロ!?) por Fusako Fujimoto (Patalliro! / Boku Patalliro!)
- "Ajisai Ai Ai Monogatari" (紫陽花アイ愛物語 Hydrangea Ai Love Story?) por V-u-den (Patalliro Saiyuki)
- "Utsukushisa wa Tsumi" (美しさは罪 lit. La belleza es un crimen?) por Eri Takeda.
- "Cock Robin Ondo" ({{{2}}}?) por Fuyumi Shiraishi & Slapstick.
- "Nanchū Koi wo Yatterū You Know?" (なんちゅう恋をやってるぅ YOU KNOW??) por Berryz Kobo. (Patalliro Saiyuki)

### Película
El estreno de una película de imagen real basada en el manga fue anunciado el 15 de marzo de 2018, y fue programada para estrenarse en otoño de ese mismo año. Sin embargo, el estreno fue pospuesto tras el arresto del actor Tsunenori Aoki y la película fue finalmente estrenada el 28 de junio de 2019. Fue dirigida por Akira Kobayashi y protagonizada por los mismos actores del musical; Ryō Katō como Patalliro, Tsunenori Aoki como Bancoran y Hiroki Sana como Maraich.